# Sitio de Limoges
El sitio de Limoges fue dispuesto por el ejército inglés dirigido por Eduardo el Príncipe Negro en la segunda semana de septiembre. La ciudad de Limoges había estado bajo el control inglés, pero en agosto de 1370 se rindió a los franceses, que abrieron sus puertas al duque de Berry. El 19 de septiembre, la ciudad fue tomada por asalto, seguido por la destrucción de la misma y la muerte de numerosos civiles.

## Los atacantes
La fuerza anglo-gasconesa no era grande, pero fue dirigida por tres hijos de Eduardo III; Eduardo, Príncipe de Gales, Juan de Gante, duque de Lancaster, y Edmundo de Langley, conde de Cambridge. Eduardo estaba enfermo y fue llevado en litera. Fueron acompañados por comandantes experimentados como Juan Hastings, conde de Pembroke, Sir Walter Hewitt, Guichard d'Angle y el Captal de Buch. El ejército era pequeño, con alrededor de una fuerza de 3200 hombres, que comprendía aproximadamente 1000 hombres de armas, 1000 arqueros y 1200 soldados de infantería.

## Los defensores
En el momento del asedio, el duque de Berry había dejado Limoges con la mayor parte de su ejército, dejando una pequeña guarnición de 140 hombres. Según Jean Froissart, Jean de Cros, obispo de Limoges, jugó un papel importante en la asistencia a la rendición al duque de Berry. A Sir Juan Villemur, Hugh de la Roche y Roger Beaufont se los nombra como organizadores de la última resistencia en contra de los ingleses en una plaza de la ciudad, los cuales fueron capturados cuando cayó la ciudad.

## La masacre de Limoges
Froissart alega que Eduardo se puso en "violenta pasión" cuando se le acredita que la recuperación de Limoges y el castigo a los franceses por su captura era su singular meta. Cuando cayó el muro de la ciudad, Froissart menciona la matanza de tres mil habitantes, hombres, mujeres y niños, en violación de las reglas de la caballería, pero Eduardo aún estaba "inflamado de pasión y venganza". Tres caballeros franceses capturados apelaron a Juan de Gante y el conde de Cambridge para ser tratados "de acuerdo a la ley de armas" y como prisioneros.
Lo que cuenta Froissart, en ciertos casos, se impugnan con sesgo francés. El autor Jim Bradbury no cuestiona el relato de Froissart, sino simplemente que Limoges "no era una atrocidad excepcional". Richard Barber, en su biografía del Príncipe Negro, señala que una fuente contemporánea de Limoges sólo registra 300 muertes de civiles y otras fuentes de época no mencionan la muerte de civiles en absoluto, concentrándose en daños a la propiedad. Jonathon Sumption también registra que las víctimas pueden haber sido 300 civiles, además de 60 miembros de la guarnición. Una carta recientemente descubierta y sin leer previamente de Eduardo, del Príncipe Negro a Gastón III, conde de Foix, ha arrojado más dudas sobre las afirmaciones de Froissart. La carta afirma que se tomaron 200 prisioneros, pero no menciona la muerte de civiles.
Sean McGlynn, en su estudio de la atrocidad de la guerra medieval By Sword and Fire ("Por la espada y el fuego"), examina la evidencia de la masacre y concluye que fue notable cómo las principales zonas urbanas rara vez se devastaron de la forma más completa como en Limoges. Se identifica una interacción compleja de razones detrás de las acciones de Eduardo, incluyendo un deseo de castigar la traición percibida de la ciudad, una frustración a causa de que no podía impedir que sus territorios cayeran bajo el control de los franceses, los efectos de su enfermedad y el deseo de liquidar la riqueza de Limoges y llevársela, dado que no podía defenderla.